# Стари надгробни споменици у Горњим Бањанима
Стари надгробни споменици у Горњим Бањанима (Општина Горњи Милановац) обухватају старе споменике на сеоском гробљу, крајпуташе и надгробне плоче у порти Цркве Рођења Пресвете Богородице. Сачувани споменици одликују се знатним варијететом форми и представљају драгоцен извор за проучавање народног каменореза 19. века и првих деценија 20. века.

## Горњи Бањани
Село Горњи Бањани налази се у северозападном делу општине Горњи Милановац. Простире се на југоисточним падинама Сувобора, око реке Дичине. Село обилује водом. Горњи Бранетићи се граниче са атарима села Лозањ, Озрем, Горњи Бранетићи, Полом и Теочин. Насеље је веома раштркано, осим варошице формиране 1862. године, у којој су куће распоређене дуж пута.
Место се први пут помиње 1669. године под називом Бања, када је у њему боравио турски путописац и географ Евлија Челебија. Насељавано је од друге половине 18, до средине 19. века становништвом из Старог Влаха, Лике и околине Ужица.
Бањани су некада били заселак села Лозањ, због чега су мештани првобитно сахрањивани на лозањском гробљу. Једном приликом, на задушнице, ту је до свађе, па су житељи Бањана решили да заснују ново гробље, на коме је био први сахрањен Алемпије.
Сеоска слава је Друге Тројице.

## Стари надгробни споменици

### Средњовековна гробља
Зна се да су у Горњим Бањанима постојала два стара гробља. У народу звано „маџарско гробље” налазило се недалеко од „саставака” Велике и Мале Дичине на путу за Полом, али су споменици давно разнети.

### Сеоско гробље
Налази се на Тресавцу. На гробљу је сачуван већи број старих надгробника, од којих су многи изваљени и препуштени пропадању. Споменици из 19. и првих деценија 20. века уклапају се у опште стилске и техничке одлике каменореза таковског краја, а сачувани натписи чине драгоцен извор за проучавање генезе становништва овог села.
Најстарији споменици су у виду омањих, скромно декорисаних стубова. За њима следе крсташи и стубови (са или без покривке) са приказима умножених, клинастих и зракастих крстова исклесани од тамног бранетићског камена. Нешто новијег датума су стубови од  и жућкастог пешчара са лучним или пирамидалним завршетком, као и декоративни споменици на постољу са изрезбареним крстом у врху.
На гробљу је сачувано неколико репрезентативних примерака споменика, на првом месту кенотаф Вељку Јерићу који је погинуо у бици на Кладници 1876. године и споменик који је себи за живота 1891. године подигла Јелица Василијевић, рад кабларског каменоресца Радомира Илића.

### Крајпуташи и усамљени надгробници
У Горњим Бањанима постоје два стара и неколико новијих крајпуташа и један усамљени надгробник.

#### Крајпуташи у Горњим Бањанима
Налазе се на уласку у варошицу, крај стрме пешачке стазе. Посвећени су војницима страдалим у Јаворском рату, Арсенију Деспотовићу и Андрији Стевановићу, по свој прилици браћи од стричева.

#### Усамљени надгробник
На имању Ерића лоциран је оборени споменик у облику стуба са грубим урезима два крста и стилизоване рибе. На споменику нема никаквих натписа, а полеђина је празна.

### Надгробне плоче у црквеној порти
Са јужне стране Цркве Рођења Пресвете Богородице налази се неколико надгробних плоча са именима бољковачких свештеника.